# إريك ميراندا
إريك ميراندا (بالإسبانية: Erick Miranda)‏ (17 ديسمبر 1971 بايسكوينتلا في غواتيمالا - ) هو لاعب كرة قدم غواتيمالي في مركز الدفاع. شارك مع منتخب غواتيمالا لكرة القدم. أما مع النوادي، فقد لعب مع نادي كوميونيكيشنس وDeportivo Mixco ‏ وHeredia Jaguares de Peten ‏.

## وصلات خارجية
- إريك ميراندا على موقع الاتحاد الدولي (مؤرشف)  (الإنجليزية)
- إريك ميراندا على موقع قاعدة بيانات كرة القدم.إي يو (الإنجليزية)
- إريك ميراندا على موقع ناشيونال فوتبول تيمز (الإنجليزية)